# Tyresö Fotbollsförening
Il Tyresö Fotbollsförening, meglio noto come Tyresö FF, è una squadra di calcio femminile svedese, con sede nella città di Tyresö. Fondato nel 1971, ha vinto il campionato svedese nel 2012. Milita nella Division 1, la terza serie del campionato svedese di calcio, nel raggruppamento Södra Svealand.

## Storia
Il club, fondato nel 1971, fece il suo esordio in Damallsvenskan nel 1993. Nel 1996 venne retrocesso in seconda serie, per poi tornare a disputare la Damallsvenskan nel 1999. Due retrocessioni consecutive lo portarono in Division 2, terza serie nazionale. Dopo aver disputato anche il campionato di quarta serie, risalì le categorie e al termine della stagione 2009 vinse il girone settentrionale della Division 1 e venne promosso in Damallsvenskan.
Dopo due quarti posti consecutivi, nella stagione 2012 vinse il primo trofeo della sua storia, conquistando il titolo di campione di Svezia e, di conseguenza, ottenendo la qualificazione all'edizione 2013-2014 della UEFA Women's Champions League. Vincendo all'ultima giornata di campionato sul campo della capolista LdB Malmö grazie a una rete realizzata da Madelaine Edlund, il Tyresö raggiunse in vetta il LdB Malmö e vinse il titolo grazie alla migliore differenza reti. L'avventura in Champions League prese il via il 9 ottobre 2013 con la gara di andata dei sedicesimi di finale contro le francesi del Paris Saint-Germain, superate per 2-1 grazie alla doppietta realizzata da Christen Press. Dopo aver eliminato il Paris Saint-Germain, il Tyresö andò avanti nella competizione eliminando in sequenza il Fortuna Hjørring, il Neulengbach e il Birmingham City, anche grazie alle nove reti complessive della statunitense Christen Press. In finale, raggiunta da debuttante, affrontò le tedesche del Wolfsburg, già vincitrici nella stagione precedente: nonostante il vantaggio per 2-0 maturato nel primo tempo, le svedesi vennero rimontate dalle tedesche, venendo così sconfitte per 3-4.
Dopo un secondo posto conquistato al termine della stagione 2013, la stagione 2014 si aprì con un rapporto che descriveva la difficile situazione economica della società, in arretrato nel pagamento delle imposte e sull'orlo della bancarotta. Nel frattempo, venne definito ed approvato dal tribunale distrettuale di Nacka un piano di ristrutturazione del debito. Il pagamento degli stipendi venne assicurato dal governo svedese, mentre tutti i premi provenienti dalla UEFA per la partecipazione del Tyresö alla Champions League andarono a ripianare i debiti contratti. Appena pochi giorni dopo aver disputato la finale di Champions League, e con il debito che aveva raggiunto i 10 milioni di corone, il tribunale distrettuale di Nacka rifiutò la richiesta di proroga nel piano di ristrutturazione del debito. A stagione conclusa molte calciatrici e membri dello staff lasciarono il club. Vista la situazione la società si vide costretta a ritirare l'iscrizione della squadra alla Champions League 2014-2015, guadagnata grazie al secondo posto nel campionato 2013. Subito dopo la società si vide costretta a ritirare la squadra anche dal campionato di Damallsvenskan 2014. Le otto partite disputate fino ad allora vennero annullate e il Tyresö retrocesso in Division 2.
Dopo due stagioni nel raggruppamento Östra Svealand della Division 2, quarta serie del campionato svedese, il Tyresö venne promosso in Division 1.

## Palmarès

### Competizioni nazionali
- Campionato svedese: 1

2012

### Altri piazzamenti
- Campionato svedese:

Secondo posto: 2013
- Supercoppa svedese:

Finalista: 2013

## Statistiche

### Partecipazione alle competizioni UEFA
| Stagione | Competizione     | Fase                 | Avversario          | Risultato | Risultato | Risultato |
| Stagione | Competizione     | Fase                 | Avversario          | andata    | ritorno   | aggregato |
| -------- | ---------------- | -------------------- | ------------------- | --------- | --------- | --------- |
| 2013-14  | Champions League | sedicesimi di finale | Paris Saint-Germain | 2-1       | 0-0       | 2-1       |
| 2013-14  | Champions League | ottavi di finale     | Fortuna Hjørring    | 2-1       | 4-0       | 6-1       |
| 2013-14  | Champions League | quarti di finale     | Neulengbach         | 8-1       | 0-0       | 8-1       |
| 2013-14  | Champions League | semifinale           | Birmingham City     | 0-0       | 3-0       | 3-0       |
| 2013-14  | Champions League | finale               | Wolfsburg           | 3-4       | 3-4       | 3-4       |